# Kleneč
Kleneč (en allemand : Klentsch) est une commune du district de Litoměřice, dans la région d'Ústí nad Labem, en Tchéquie. Sa population s'élevait à 528 habitants en 2021.

## Géographie
Kleneč se trouve à 4 km au sud de Roudnice nad Labem, à 19 km au sud-est de Litoměřice, à 33 km au sud-est d'Ústí nad Labem et à 38 km au nord-nord-ouest de Prague.
Située au sud-est de la région d'Usti nad Labem, la commune est limitée au nord par Roudnice nad Labem, à l'est par Krabčice, au sud par Vražkov, et à l'ouest par Račiněves et Přestavlky.

## Histoire
La première mention écrite du village date de 1400.

## Transports
Par la route, Kleneč se trouve à 7 km de Roudnice nad Labem, à 29 km de Litoměřice, à 45 km de Prague et à 54 km d'Ústí nad Labem.